# Alluyes
Alluyes – miejscowość i gmina we Francji, w Regionie Centralnym, w departamencie Eure-et-Loir.
Według danych na rok 1990 gminę zamieszkiwało 577 osób, a gęstość zaludnienia wynosiła 29 osób/km² (wśród 1842 gmin Regionu Centralnego Alluyes plasuje się na 621. miejscu pod względem liczby ludności, natomiast pod względem powierzchni na miejscu 666.).